# Pamięć USB

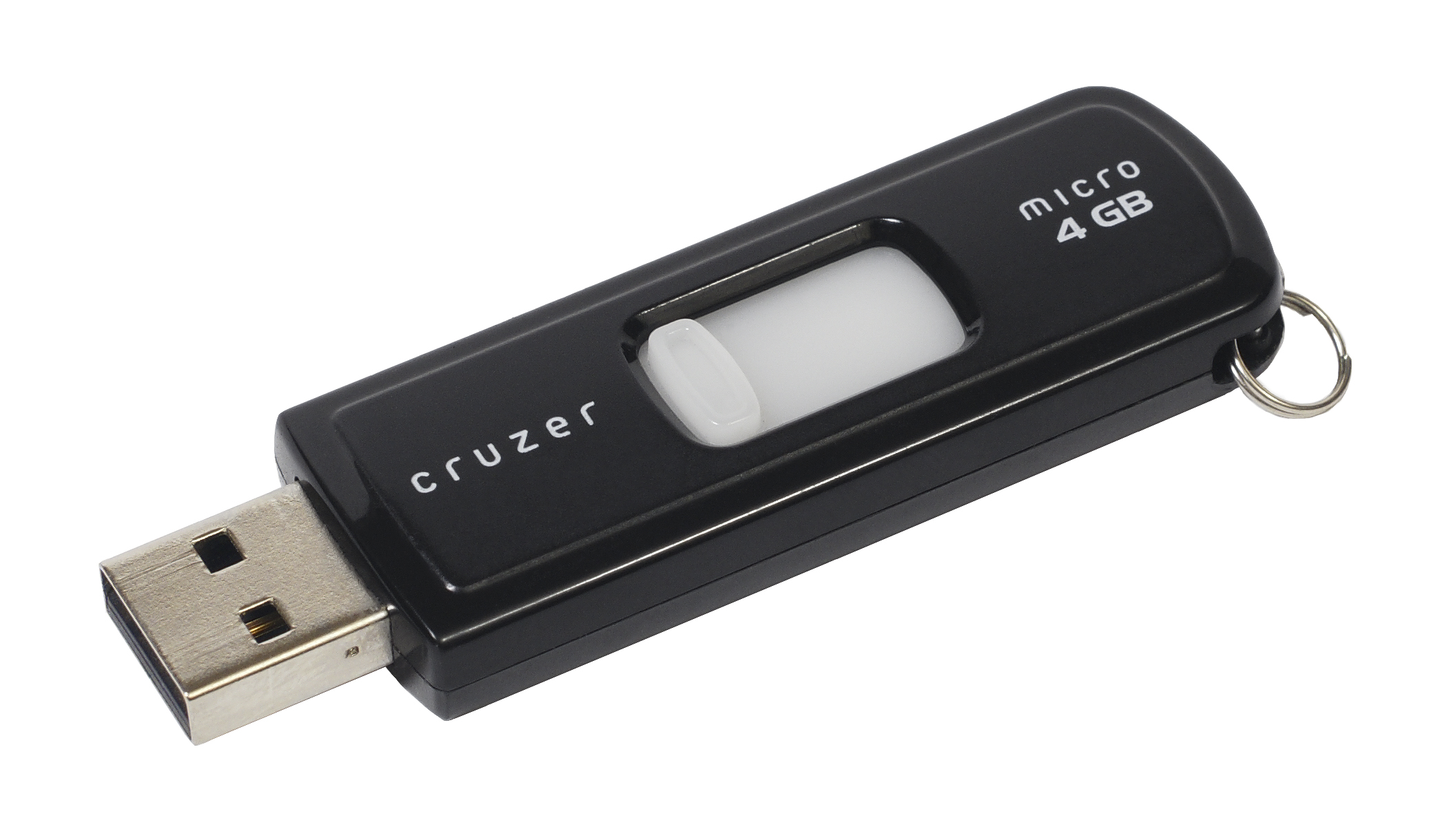
Pendrive o pojemności 4 GB

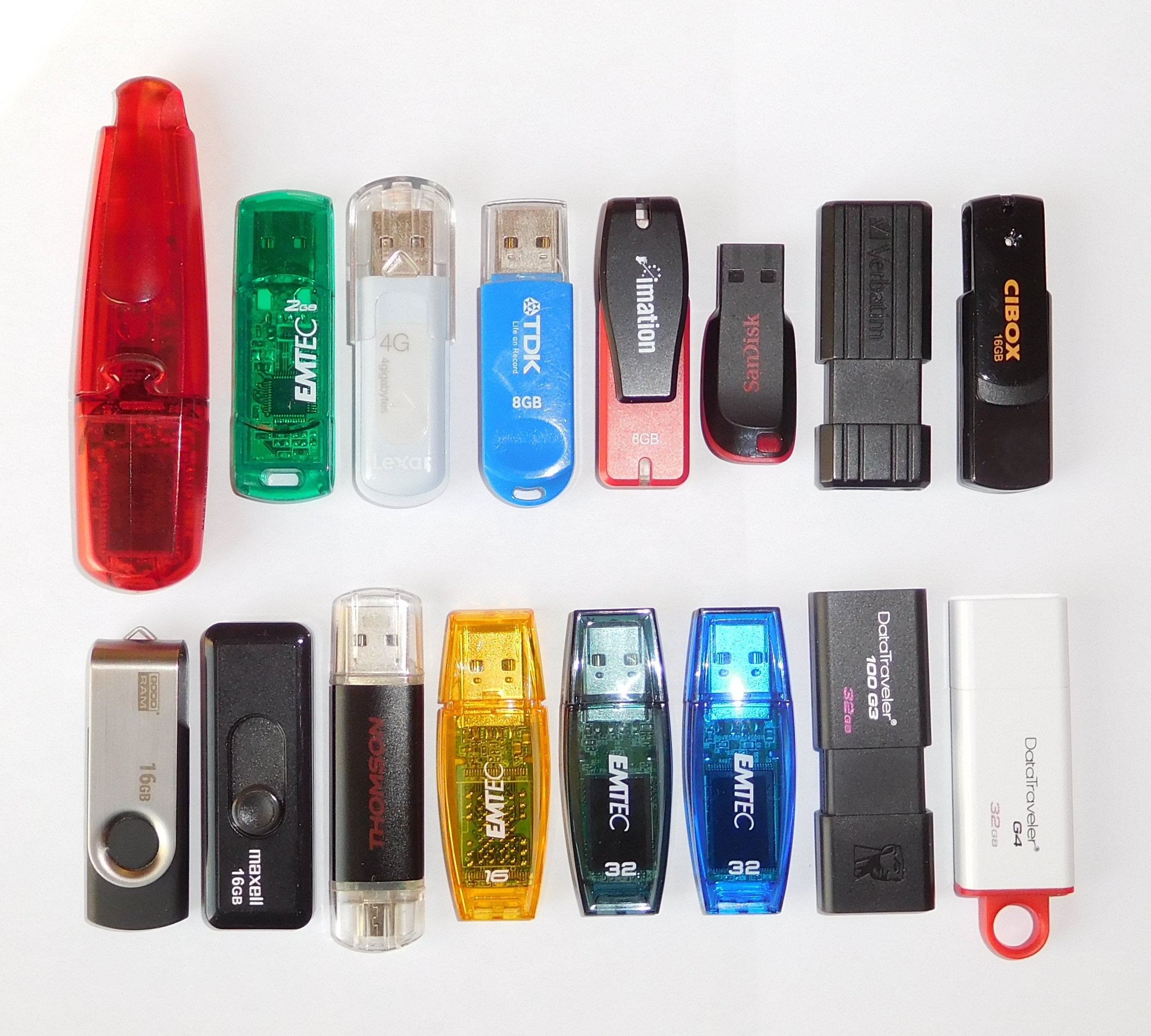
Przykłady pendrive'ów o zróżnicowanej formie

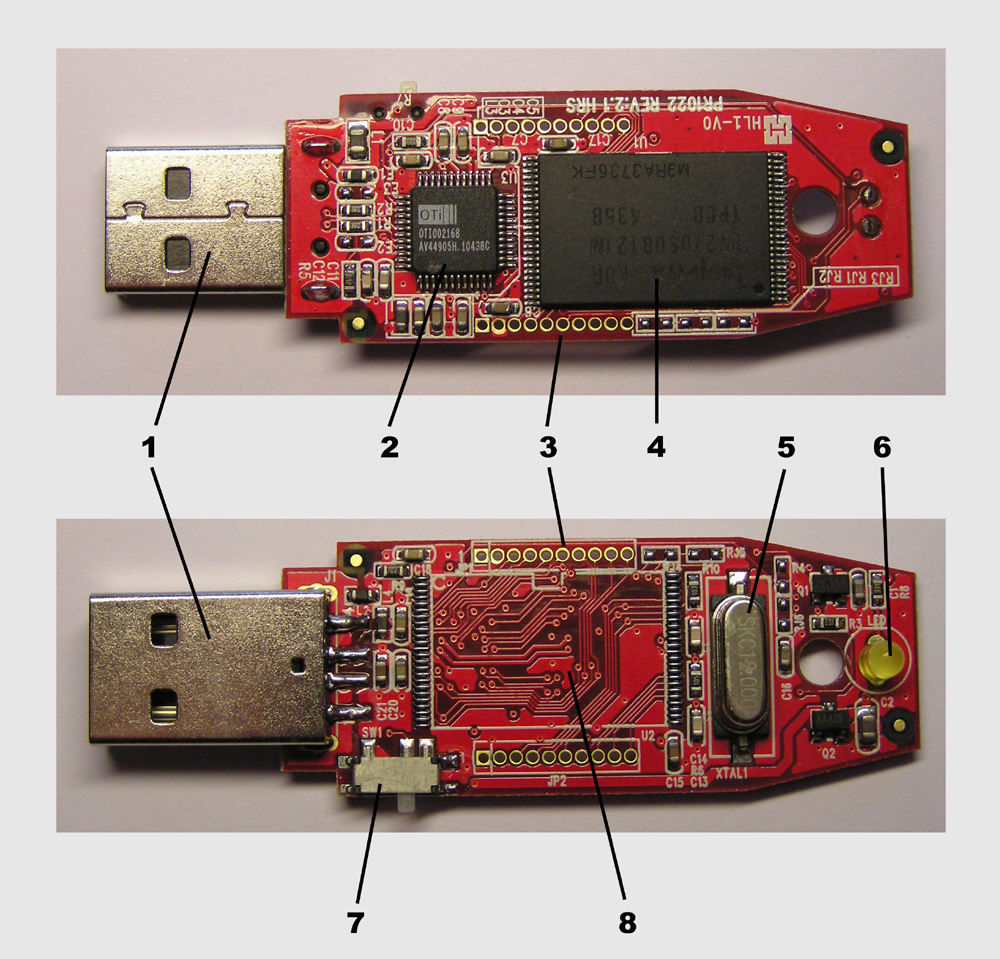
Schemat budowy pendrive’a:
1) łącze typu USB A
2) kontroler pamięci
3) styki serwisowe
4) kość pamięci flash
5) rezonator kwarcowy
6) LED sygnalizujący pracę
7) blokada zapisu
8) miejsce na dodatkową kość pamięci

Pamięć USB (pendrive) – urządzenie przenośne zawierające pamięć nieulotną typu flash, zaprojektowane do współpracy z komputerem poprzez port USB i używane do przenoszenia danych między komputerami oraz urządzeniami obsługującymi pamięci USB.

## Charakterystyka
Pamięć USB jest urządzeniem przenośnym typu plug and play, podłączanym do komputera najczęściej bezpośrednio przez złącze USB, które zapewnia jego zasilanie, i niewymagającym dodatkowych akcesoriów (stacji dokującej, napędu komputerowego, zasilacza). Szybkość transferu danych uzależniona jest od wersji USB (1.1, 2.0, 3.0 lub 3.1) obsługiwanej przez komputer gospodarza oraz od szybkości zastosowanej pamięci flash. Obecne rozmiary nowoczesnych urządzeń, zwanych seriami „mini”, nie przekraczają podwojonej wielkości złącza USB, a często wystają zaledwie kilka milimetrów po włożeniu ich do gniazda. Starsze modele zwykle wyposażone były w zewnętrzny przełącznik blokady zapisu i kasowania, podobnie jak miało to miejsce w dyskietkach.
Na opakowaniach produktów można znaleźć oznaczenia USB 2.0 i USB 3.0, jednak dla użytkownika ważniejszą informacją jest rzeczywista szybkość transmisji. Urządzenia te powinny mieć informację o parametrach ich pracy.
Pamięci USB możemy podzielić na trzy grupy, ze względu na zgodność z przyjętymi specyfikacjami (wartości podane są jako maksymalne do osiągnięcia w danym standardzie z uwzględnieniem narzutu – ang. overhead – w rzeczywistości osiągnąć można znacznie mniejsze transfery):
- USB 1.1 (Full Speed) – urządzenia spełniające warunki tej specyfikacji mogą pracować z prędkościami 1,5 Mb/s (0,1875 MB/s) lub 12 Mb/s (1,5 MB/s)
- USB 2.0 (High Speed) – urządzenia zgodne z warunkami nowej specyfikacji mogą pracować z prędkością 480 Mb/s (60 MB/s), ale w praktyce uzyskują jedynie 320 Mb/s (40 MB/s). Urządzenia w standardzie USB 2.0 są w pełni kompatybilne ze starszymi urządzeniami.
- USB 3.0 (SuperSpeed) – urządzenia transferują dane (po podłączeniu do portu USB 3.0) z prędkością do 4,8 Gb/s (600 MB/s). Pierwsze pendrive’y tego typu pojawiły się w roku 2009. Osiągają na razie niższe prędkości niż przewiduje standard, ze względu na ograniczenia sprzętowe wewnętrznej architektury pamięci flash – maksymalna prędkość zapisu i odczytu takiej pamięci może być znacznie mniejsza, niż możliwości interfejsu USB 3.0. Innym powodem ograniczeń prędkości są obsługiwane protokoły[2]. Z pamięci USB 3.0 można przesyłać dane zarówno przez porty USB 3.0, jak i przez porty USB 2.0 (w tym drugim przypadku odpowiednio wolniej).

## Nazewnictwo
Urządzenie to w różnych środowiskach funkcjonuje pod rozmaitymi nazwami, m.in.: thumbdrive, flashdrive, flash disk, USB stick, mass storage device, flash memory stick, pen drive i podobne. Popularna w wielu krajach nazwa ang. pendrive (ang. pen – pióro + drive – napęd) jest zastrzeżonym znakiem towarowym tajwańskiego przedsiębiorstwa Add On Technology
. Uległa ona procesowi pospolicenia i rozpowszechniła się jako określenie tego typu urządzeń (wchodząc również na stałe do języka polskiego).

## Historia

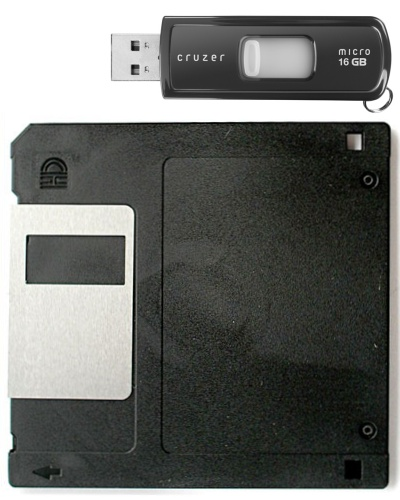
Pendrive o pojemności 16 GB obok dyskietki 3½ cala o pojemności 1,44 MB

Pierwsze urządzenie o pojemności 8 MB pod nazwą ThumbDrive zaprezentowała w 2000 roku na niemieckich targach singapurska firma Trek 2000, funkcjonująca jako centrum rozwojowe koncernu Toshiba. Produkt okazał się sukcesem i firma w ciągu 4 miesięcy sprzedała 100 tys. egzemplarzy. Pomysłodawca thumbrive’a i dyrektor firmy, Henn Tan sprzedał także prawa intelektualne do niego takim potentatom rynku pamięci jak IBM, TEAC, Toshiba oraz Verbatim.
Pendrive oferował początkowo pojemności kilku dyskietek, ale postępujący od około 1995 roku szybki spadek dostępności i cen pamięci flash spowodował, iż pojemność urządzeń szybko rosła. Wkrótce przewyższając aspirujące do zastąpienia dyskietek napędy ZIP, następnie zapisywalne płyty CD. Pod koniec 2013 roku pojawiły się pendrive’y o pojemności 512 GB, w 2015 1 TB, a w 2019 o pojemności 4 TB.
W 2021 roku wartość sprzedanych pendrive'ów wyniosła 7 mld dolarów.

## Zastosowania

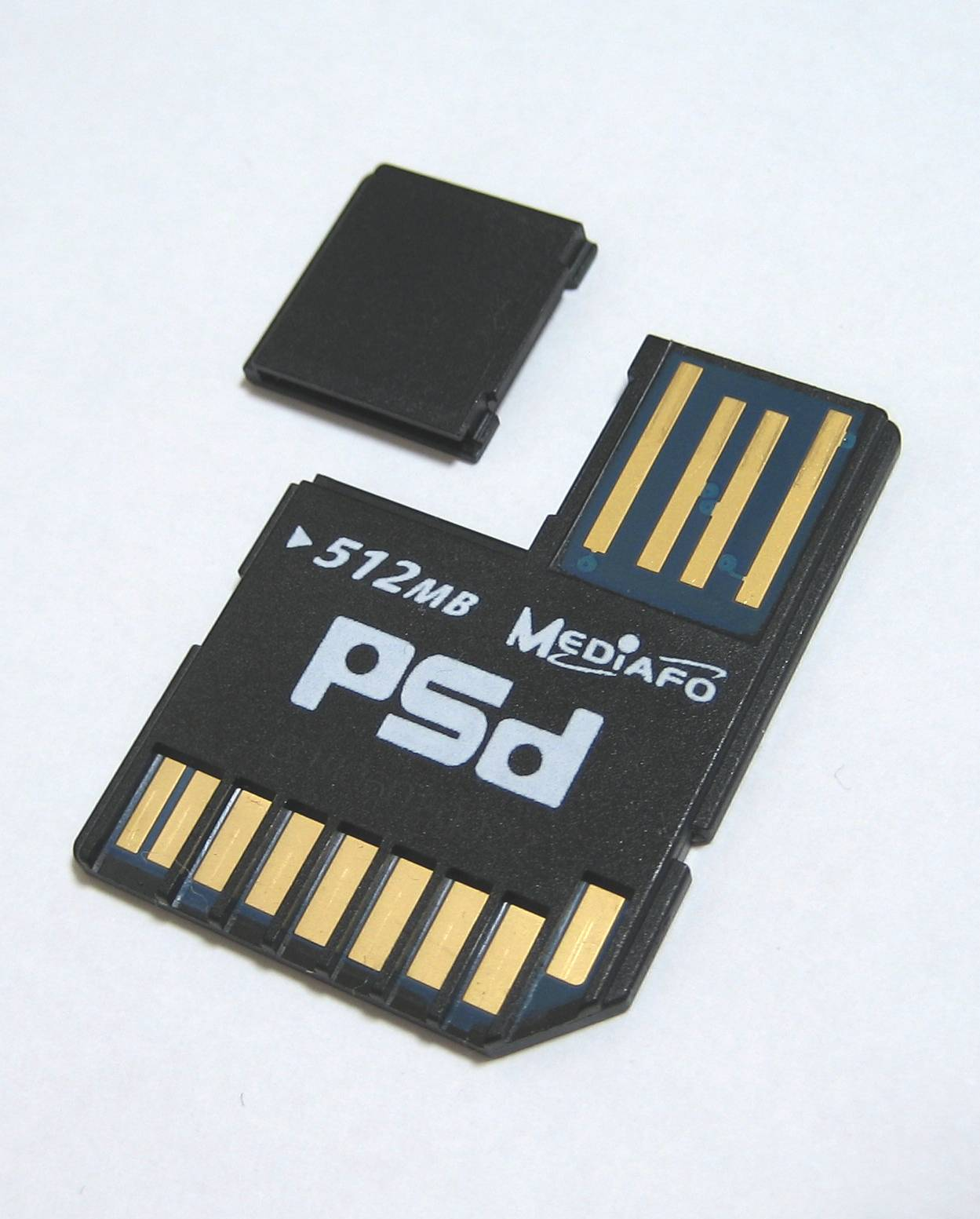
Połączenie karty SD z wyjściem USB

Przenoszenie danych
Najpowszechniejszym zastosowaniem tych pamięci jest przenoszenie i przechowywanie plików (dokumentów, aplikacji, zdjęć, muzyki, filmów).
Rozruch systemów operacyjnych
Funkcja ta jest podobna do live CD, która pozwala na uruchamianie z samego napędu CD/DVD na przykład systemu operacyjnego lub określonego programu, bez potrzeby jego instalowania – funkcja ta nosi nazwę live USB.
Odtwarzacze plików audio / nagrywanie
Dostępne są urządzenia pełniące podwójne role zarówno nośnika pamięci, jak i odtwarzacza MP3, dyktafonu, radia UKF (FM) itp. Niektóre pamięci posiadały wyjścia na słuchawki oraz miniwyświetlacze LCD lub OLED, pełniąc rolę odtwarzacza muzyki, obsługując różne formaty np. MP3, WAV, MIDI, MP4, AIFF itp.
Rozszerzanie pamięci systemu
W systemach operacyjnych Windows Vista oraz Windows 7 funkcjonowało rozwiązanie ReadyBoost pozwalające na zwiększenie pamięci operacyjnej systemu poprzez wykorzystanie określonej przestrzeni nieużywanej pamięci podłączonego pendrive’a. Maksymalna możliwa wielkość rezerwowanej przestrzeni to 32 GB na jedno podłączone urządzenie USB, a sumarycznie 256 GB.
Do systemu uniksowych dodatkowa pamięć podłączona w USB, może być wykorzystana jako przestrzeń wymiany przy zastosowaniu standardowych narzędzi systemowych (dd, mkswap, swapon).

## Bezpieczeństwo danych
Ze względu na brak części ruchomych w przeciwieństwie do dysków z elementami obrotowymi pendrive’y są relatywnie odporne na wstrząsy. Dostępne są wersje wodoodporne i ognioodporne.
Można też zakupić pendrive’y wyposażone we wbudowane rozwiązania, które wymaga wpisania hasła przed odczytaniem danych z urządzenia (często są one szyfrowane odpowiednimi algorytmami kryptograficznymi). Istnieją także wersje wyposażone w zabezpieczenie oparte na czytniku linii papilarnych. Systemy plików na nośnikach USB można także zabezpieczyć poprzez systemowe szyfrowanie partycji.

## Zagrożenia
Łatwość użytkowania i powszechna dostępność gniazd USB w sprzęcie komputerowym czyni pendrive wygodnym narzędziem wykradania danych. Z kolei jego ulotność i podatność na zagubienie może skutkować utratą niefrasobliwie – bez szyfrowania nośnika – przenoszonych danych wrażliwych.
Podobnie jak w przypadku innych mediów pamięci USB z racji styczności z różnymi komputerami mogą stać się drogą przenoszenia wirusów komputerowych, programów szpiegujących i innych typów złośliwego oprogramowania.
Wirus przenosi się z zainfekowanego systemu Microsoft Windows do przenośnej pamięci, tworząc swoją kopię i własny plik autorun.inf, umożliwiający zainfekowanie innych kopii tego systemu operacyjnego. Może być to realizowane automatycznie, przez samo umieszczenie takiej pamięci w porcie USB, bez dalszego udziału użytkownika w procesie rozpowszechniania wirusa (na przykład przez kliknięcie na zainfekowany plik).
Aby ochronić się przed tego typu zagrożeniami, można zainstalować program antywirusowy lub całkowicie wyłączyć opcję autostartu nośników danych. Wirusy szkodzące systemom MS Windows są niegroźne dla innych systemów operacyjnych, na przykład Linuksa, Solarisa, BSD, macOS, zatem do komputerów pracujących pod kontrolą tych systemów można bezpiecznie podłączyć i sformatować zainfekowaną pamięć USB.